# Annay (Paso de Calais)
Annay, a veces llamada Annay-sous-Lens, es una comuna francesa situada en el departamento de Paso de Calais, en la región de Alta Francia.
En el territorio comunal está parte de la cuenca minera de Norte-Paso de Calais, declarada Patrimonio de la Humanidad por la UNESCO.

## Demografía
| 5064 | 5236 | 5139 | 4862 | 5132 | 4718 | 4377 |
| Para los censos de 1962 a 1999 la población legal corresponde a la población sin duplicidades (Fuente: INSEE [Consultar]) |      |      |      |      |      |      |